# Miniopterus phillipsi
Miniopterus phillipsi — вид кажанів з родини довгокрилових (Miniopteridae). Мешкає на висотах від 263 до 1590 м над рівнем моря в Індії та Шрі-Ланці. Його природним середовищем існування є печери, розташовані у вологому та середньому кліматі. Має довжину голови й тулуба 5–56 мм, хвоста 48–58 мм і масу 10–10,5 г. Його назвали на честь теріолога й англійського плантатора чаю Вільяма Ватта Аддісона Філіпса.